# Carrozzeria Italiana Cesare Sala

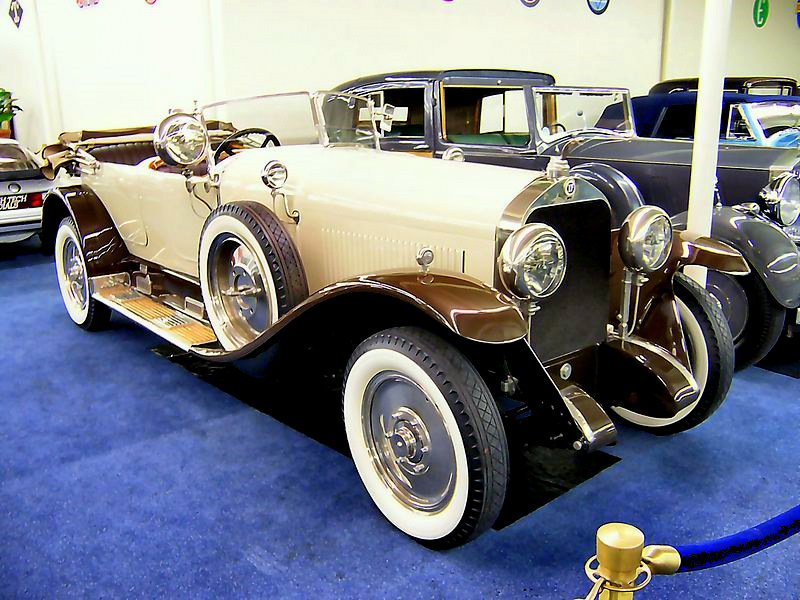
Isotta Fraschini Tipo 8

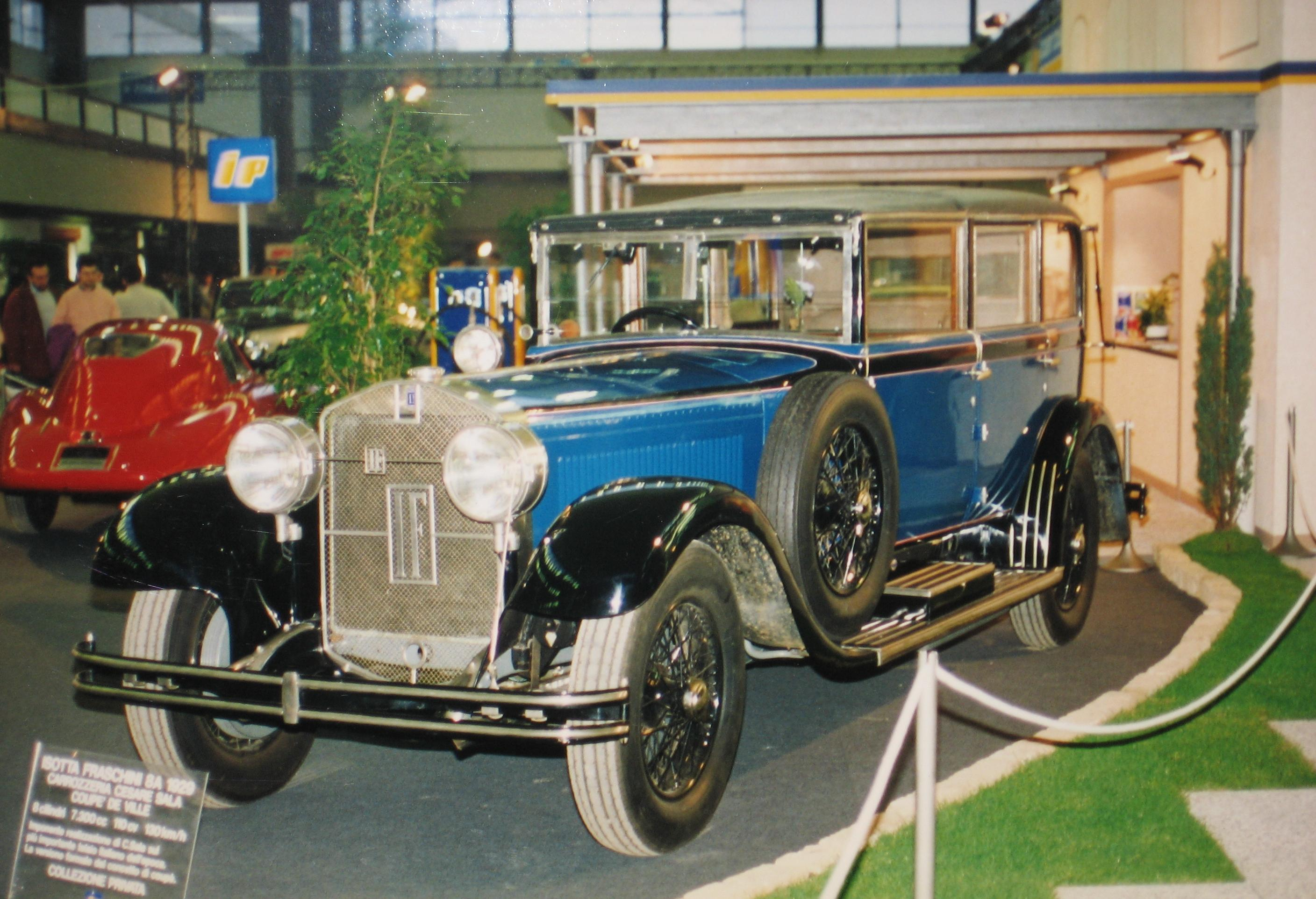
Isotta Fraschini Tipo 8

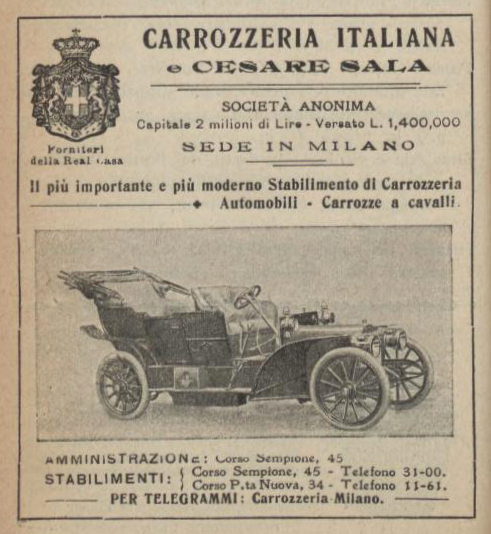
Anzeige des Unternehmens von 1906

Carrozzeria Italiana Cesare Sala, vorher Taramella & C. und Cesare Sala Succ. Taramella, war ein italienisches Karosseriebauunternehmen.

## Unternehmensgeschichte
Das Unternehmen wurde Mitte des 19. Jahrhunderts in Mailand gegründet. Zunächst stellte es Kutschen her. Unter der zweiten Firmierung wurden 1897 erstmals Karosserien für Automobile auf einer Ausstellung präsentiert. 1905 erfolgte die zweite Umfirmierung. Die Auswirkungen der Weltwirtschaftskrise von 1929 sorgten für Probleme. 1932 endete die Produktion.

## Fahrzeuge
1897 wurde ein Fahrzeug von Benz & Cie. karossiert. 1906 entstand ein Fahrzeug auf Fiat-Basis für Margarethe von Italien. Laut einer Internetseite entstanden mindestens vier verschiedene Fahrzeuge auf Fiat-Basis. In den 1920er Jahren lag der Schwerpunkt auf Fahrzeugen von Isotta Fraschini.
Neben einigen Isotta Fraschini existiert noch ein Fahrzeug der Société Manufacturière d’Armes mit Sala-Aufbau. Im Museo Nazionale dell’Automobile in Turin sind ein Itala von 1909 und ein Isotta Fraschini von 1910 ausgestellt.